# Robert S. Sikes
Robert Smith Sikes, Jr. (* 27. Dezember 1961 in Ashdown, Arkansas) ist ein US-amerikanischer Mammaloge.

## Leben
Sikes wuchs in der Nähe von Little Rock auf, wo sein Vater Regierungsangestellter war. In seinen frühen Teenagerjahren verbrachte er viel Zeit auf der Familienfarm in der Nähe der Ortschaft Alleene im Südwesten von Arkansas, wo er dem Jagen, Fischen und Fallenstellen nachging.
In der siebenten Klasse lernte Sikes seine zukünftige Frau, Penny Anderson, kennen, die er 1983 heiratete. Aus dieser Ehe gingen zwei Söhne (geboren 1991 und 1994) hervor. Sein Grundstudium an der University of Arkansas at Little Rock (UALR) schloss er 1985 mit dem Bachelor ab. Dort belegte er einen Lehrgang über die Naturgeschichte der Wirbeltiere, der von Gary A. Heidt unterrichtet wurde und auf dem im Folgesemester der Kurs Mammalogie folgte. Sikes und seine Frau zogen 1987 nach Memphis, wo er sich an der Memphis State University einschrieb und 1991 mit der Dissertation Morphologic assessment of the bobcat (Felis rufus) in the eastern United States: I. Morphologic variation of the bobcat (Felis rufus) in the eastern United States and its association with selected environmental variables; II. Geographic variation in sexual dimorphism of the bobcat (Felis rufus) in the eastern United States unter der Leitung von Michael L. Kennedy zum Master of Science graduierte. Bereits im Herbst 1990 begann er ein Doktoratsstudium an der University of Minnesota, wo er 1994 mit der Dissertation Patterns of maternal investment in two rodent species unter der Leitung von Elmer C. Birney zum Ph.D. promoviert wurde.
1988 wurde Sikes Mitglied der American Society of Mammalogists (ASM), wo er auch dem Entwicklungsausschuss beitrat. Von 2014 bis 2016 war er designierter Präsident und von 2016 bis 2018 war er der 50. Präsident der ASM. Birney vermittelte später Sikes’ Ernennung zum Vorsitzenden der Mammal Slide Library durch Alicia V. Linzey, wo er mit der Konvertierung der Dias in ein digitales Format beauftragt wurde.
1999 kehrte Sikes als Fakultätsmitglied an die UALR zurück. Im Jahr 2003 wurde er zum außerordentlichen Professor und 2008 zum ordentlichen Professor befördert. Daneben war er ein Jahr lang stellvertretender Dekan und ein Jahr lang Interimsdekan der Graduate School. Seine empirische Arbeit konzentrierte sich in erster Linie auf den Energiehaushalt, insbesondere auf die Fortpflanzung, wobei die Versuchstiere von Mäusen und Spitzmäusen bis hin zu Großen Pandas reichten. Sikes’ Forschungsschwerpunkte befassen sich nicht nur mit Säugetieren, sondern auch mit Reptilien und Fischen. Den größten Einfluss hatte er jedoch auf dem Gebiet der Tierpflege. Sikes trug maßgeblich dazu bei, die Art und Weise zu verändern, wie institutionelle Ausschüsse für die Pflege und Nutzung von Tieren, Bundesbehörden und Zulassungsstellen mit der Forschung an Wildtieren umgehen. In diesen Funktionen vertrat Sikes die ASM im Kuratorium der Association for the Assessment and Accreditation of Laboratory Animal Care (AAALAC) International. Zudem war er regelmäßiges Fakultätsmitglied für das Scientists Center for Animal Welfare (SCAW) und die Organisation Public Responsibility in Medicine and Research (PRIM&R).